# لوف محب للرطوبة
اللوف المحب للرطوبة أو اللوف أليف الرطوبة أو اللوف الشارة للرطوبة (الاسم العلمي: Arum hygrophilum) هو نوع من النباتات يتبع جنس اللوف من فصيلة اللوفية.

## الموئل والانتشار
موطن هذا النبات المناطق الجبلية في بلاد الشام وقبرص والمغرب العربي.

## مرادفات للاسم العلمي
- (باللاتينية: Arum albinervium Kotschy ex Engl.)
- (باللاتينية: Arum longicyrrhum Schott)
- (باللاتينية: Arum hygrophilum subsp. aurorum Braun-Blanq. & Maire)
- (باللاتينية: Arum hygrophilum subsp. maurum Braun-Blanq. & Maire)
- (باللاتينية: Arum hygrophilum var. albinervium Kotschy ex Engl.)
- (باللاتينية: Arum hygrophilum var. maurum (Braun-Blanq. & Maire) Maire & Weiller)